# Kodeks 0214
Kodeks 0214 (Gregory-Aland no. 0214) – grecki kodeks uncjalny Nowego Testamentu na pergaminie, paleograficznie datowany na IV lub V wiek. Do naszych czasów zachował się fragment jednej karty kodeksu. Jest przechowywany w Wiedniu.

## Opis
Do dziś (1995) zachował się fragment jednej karty, z tekstem Ewangelii Marka (8,33-37). Oryginalne karty kodeksu miały rozmiar 20 na 18 cm, zachowany fragment ma rozmiary 16,2 na 4 cm.
Tekst pisany jest dwoma kolumnami na stronę, w 24 linijkach w kolumnie, w jednej linijce mieści się średnio około 10 liter. Kształt liter przypomina Kodeks Synajski. Nomina sacra zapisywane są skrótami (θυ, ανος).
Tekst dzielony jest według Sekcji Ammoniusza, których numery (πε = 85 oraz πζ = 87) zamieszczono na marginesie. Pod numerami sekcji znajdują się odniesienia do Kanonów Euzebiusza (prawdopodobnie β = II).

## Tekst
Fragment reprezentuje mieszaną tradycję tekstualną. Kurt Aland zaklasyfikował go do kategorii III, co oznacza, że jest ważny dla poznania historii tekstu Nowego Testamentu.

## Historia
Rękopis datowany jest przez INTF na IV lub V wiek. Według Petera Sanza rękopis pochodzi z Soknopaiu Nesus (Dimeh).
Tekst fragmentu opublikował Peter Sanz w 1946. Na listę rękopisów Nowego Testamentu wciągnął go Kurt Aland w 1953 roku, oznaczając go przy pomocy siglum 0214.
Rękopis przechowywany jest w Austriackiej Bibliotece Narodowej (Pap. G. 29300) w Wiedniu.